# Adam Taubitz

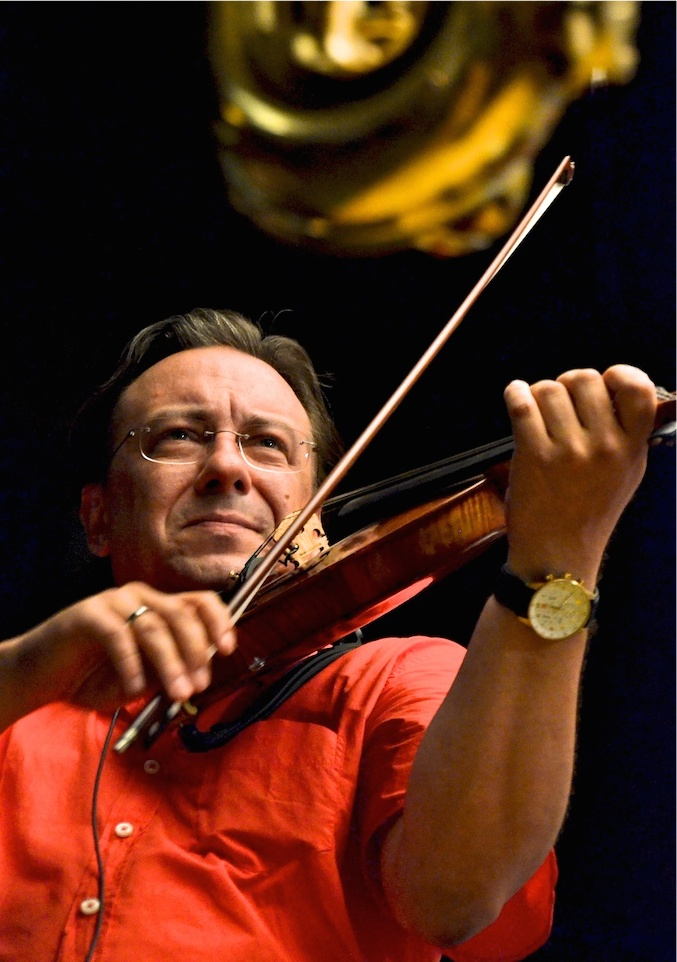
Adam Taubitz (2013)

Adam Taubitz (* 7. Oktober 1967 in Chorzów, Oberschlesien) ist ein deutscher Violinist, Trompeter, Gitarrist und Komponist der klassischen Musik und des Jazz.

## Leben und Wirken
Im Alter von fünf Jahren erhielt Taubitz den ersten Violinunterricht bei seinem Vater. Mit elf Jahren debütierte er als Solist mit der Schlesischen Philharmonie und setzte später sein Studium in Freiburg im Breisgau bei Wolfgang Marschner fort. Taubitz war Preisträger zahlreicher Wettbewerbe wie z. B. beim Wettbewerb Tibor Varga in Sion, beim Premio Paganini in Genua oder beim Louis Spohr-Wettbewerb in Freiburg.
Von 1989 bis 1997 war er 1. Konzertmeister des Sinfonieorchesters Basel unter Nello Santi. 1992 übernahm er die künstlerische Leitung des Kammerorchesters Basel und von 1994 bis 1996 die Camerata de Sa Nostra in Palma. Von 1997 bis 1999 war er als 1. Stimmführer der weiten Violinen bei den Berliner Philharmonikern unter Claudio Abbado engagiert.
Seine musikalische Neugier führte Taubitz schon als Jugendlicher in verschiedene Musikrichtungen, wobei der Jazz immer an erster Stelle stand. Aus diesem Grund lernte er autodidaktisch Trompete. 1999 gründete er The Berlin Philharmonic Jazz Group, mit der er als Violinist und Trompeter in ganz Europa und Asien auftritt. Zudem war er festes Mitglied des Absolute Ensemble New York City unter Kristjan Järvi und Primarius des Aura Quartetts Basel.
Taubitz machte zahlreiche CD-Einspielungen, sowohl als klassischer Solist wie auch als Jazzmusiker. Er spielte u. a. mit Kirk Lightsey, Philip Catherine, Dave Taylor, Roman Dyląg, Julio Barreto, Daniel Schnyder, Jean-Paul Brodbeck, Marcin Grochowina, Daniel Pezzotti, Andy Scherrer, Adrian Mears, Christian Gutfleisch, Emmanuel Pahud, Stephan Kurmann, Makaya Ntshoko, Heiner Althaus, Thomas Hampson, Ole Edvard Antonsen, Dieter Hallervorden, Angelika Milster, Famoudou Don Moye, Thomas Quasthoff und Nigel Kennedy. Seit 2013 musiziert er auch regelmäßig mit Florian Schneider im Rahmen von Mundartkonzerten.
Derzeit lebt Adam Taubitz als freischaffender Musiker in Basel.

## Zitate
„Was Taubitz allerdings weit über die Errungenschaften seines klassisch-akademischen Lebenslaufs erhebt, ist seine geradezu verblüffende Meisterschaft im Improvisieren, die einen Vergleich mit den wenigen wirklich herausragenden Jazzgeigern keineswegs scheuen muss! […]“

„[…] Als Reisebegleiter hat sich Daniel Schnyder unter anderen Adam Taubitz an Bord geholt, ehemals Berliner Philharmoniker und heute einer der virtuosesten Jazzgeiger der Welt.“

## Festivals
Zu den Festivals, auf denen Adam Taubitz aufgetreten ist, zählen unter anderem das Lucerne Festival, das Menuhin-Festival Gstaad, die Salzburger Festspiele, das Bremer Musikfest-Preis, das Jazz Festival Willisau, das Zelt-Musik-Festival, das JazzFest Berlin, das Festival da Jazz  und das Montreux Jazz Festival.

## Rekord
2013 stellte Taubitz einen Geschwindigkeits-Weltrekord für den Hummelflug von Nikolai Rimski-Korsakow auf, als er das beliebte Virtuosenstück in nur 53 Sekunden bewältigte.

## Diskographie (Auswahl)

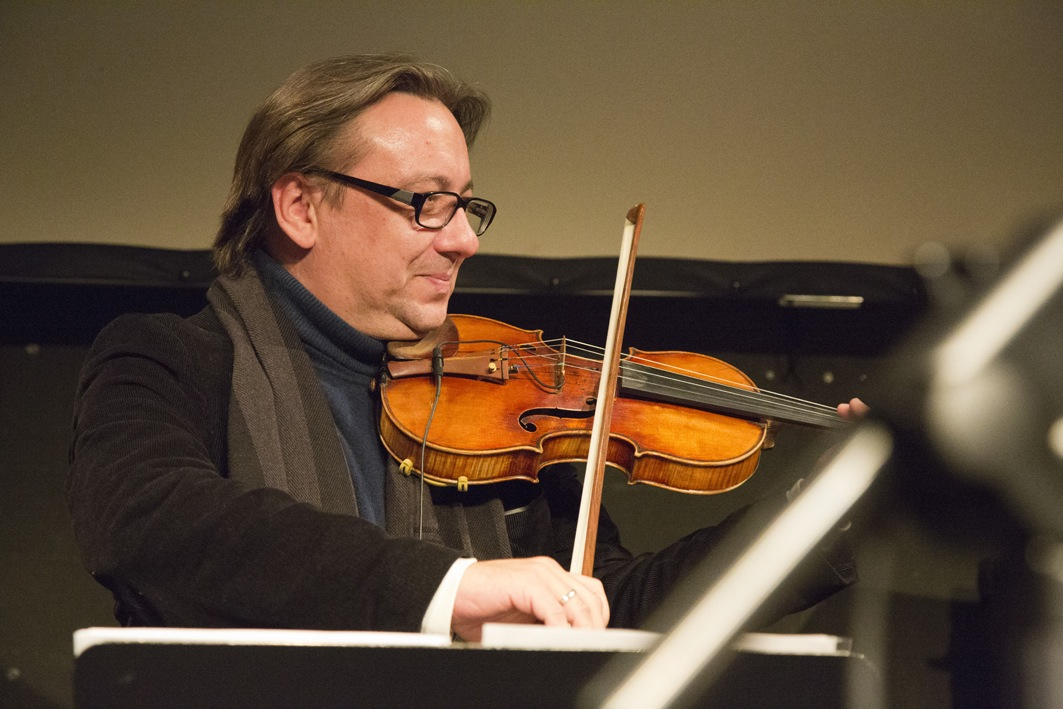
Adam Taubitz im Moods (Zürich 2013)

### Jazz & Pop
- Daniel Schnyder Mythen – Koch Schwann (1991)
- Daniel Schnyder Tarantula – Enja (1992–1996)
- Stephan Kurmann Strings Alive in Montreux – TCB Records (1996)
- Stephan Kurmann Strings Okan Laye – TCB Records (1998)
- Dagmar Herzog/Berlin International Orchestra Die Kraft der Emotionen – DMH (2001)
- Angelika Milster & The Berlin International Orchestra Milster – EMI Electrola (2002)
- Daniel Schnyder Four Winds – MGB CTS-M 128 (2010)
- Belleville Entre ciel et terre mit Heiner Althaus, Matthias Baldinger und Florenz Hunziker (2013)
- World of Strings Pyhä – MGB Jazz 14 Musiques Swisses (2014)
- Compulsion Dahaana – Unit Records mit Marc Ullrich, Simone Bollini, Dominik Schürmann, Christoph Mohler (2015)

### Klassische Alben
- Peter Escher: Ein Portrait des Komponisten (Aura Quartett) - Ars musica (1996)
- Edward Elgar: Klavierquintett op. 84 und Streichquartett op. 83 (Aura Quartett) - Koch Discover (1997)
- Daniel Schnyder Daniel Schnyder - MGB CTS-M 128 (2011)